# Kirjat Charošet
Kirjat Charošet (hebrejsky קריית חרושת, v přepisu do angličtiny: Kiryat Haroshet) je vesnice v Izraeli, v Haifském distriktu začleněná roku 1979 do města Kirjat Tiv'on.
Nachází se v nadmořské výšce cca 50 metrů na pravém břehu řeky Kišon, v místech kde Kišon opouští Jizre'elské údolí a vstupuje do soutěsky, která pak vyúsťuje v Zebulunském údolí. Jižně od vesnice leží archeologicky významný sídelní pahorek Tel Kašiš. Na západ od vesnice se zvedá prudký svah pohoří Karmel s vrchem Keren Karmel. Vesnice leží cca 17 kilometrů jihovýchodně od Haify. Na dopravní síť je napojena pomocí místní silnice číslo 7213. Poblíž osady se kříží dálnice číslo 70 a silnice 722.
Vesnice vznikla roku 1935. Během arabského povstání, které probíhalo od roku 1936, čelili zdejší osadníci opakovaným útokům. V červenci 1938 bylo při dvou takových útocích zabito šest obyvatel z Kirjat Charošet.
Roku 1979 byla Kirjat Charošet, která se nerozvíjela tak, jak bylo očekáváno, připojena k městu Kirjat Tiv'on.